# Aenictobia siamensis
Aenictobia siamensis (лат.) — вид мирмекофильных жуков-стафилинид из подсемейства Aleocharinae. Эндемики Таиланда.

## Описание
Мелкого размера коротконадкрылые жуки-стафилины. Длина тела около 2 мм. Основная окраска красновато-коричневая. Усики 11-члениковые. Обитают вместе с кочевыми муравьями вида Aenictus hodgsoni Forel, 1901 (род Aenictus).

## Систематика
Вид был впервые описан в 2014 году японским энтомологом М. Маруямой (Maruyama M.; The Kyushu University Museum, Higashi-ku, Fukuoka-shi, Fukuoka, Япония) по материалам из Национального парка Khao Yai National Park (Таиланд) и включён в состав трибы Aenictoteratini. Вместе с видами Aenictobia longicornis  Seevers, 1952, Aenictobia thoi Kistner & Jacobson, 1975, Aenictobia ferugsoni Kistner, 1997 образует род Aenictobia Seevers, 1953.